# 갈로로망스어군

갈로-로망스어(Gallo-Romance) 또는 갈리아 로망스어는 프랑스, 이탈리아 북부, 스페인 동부 등에 걸쳐 사용되는 로망스어군의 한 언어 집단이다.
용어의 정의는 다양한데, 좁은 의미로는 프랑스 북·중부에서 사용되는 오일어와 프랑코프로방스어만을 가리키지만, 다른 정의는 여기에 더하여 옥시타니아어 또는 옥시타니아 로망스어, 갈로이탈리아어, 레토로망스어까지 포함한다.

## 분류
- 오일 제어: 프랑스어, 갈로어, 생통주어, 푸아투어, 피카르디어, 왈롱어, 로렌어, 노르만어 등
- 프랑코 프로방스어
- 옥시타니아 로망스어: 카탈루냐어, 옥시타니아어, 아라곤어
- 라이티아 로망스어: 로망슈어, 라딘어, 프리울리어
- 갈리아 이탈리아어: 피에몬테어, 리구리아어, 롬바르디아어, 에밀리아어, 로마뇰어, 베네치아어 등

## 같이 보기
- 갈로로마인